# Rhodostrophia minor
Rhodostrophia minor là một loài bướm đêm trong họ Geometridae.